# Джаны-Пахта
Джаны-Пахта (кирг. Жаңы-Пахта) — село в Сокулукском районе Чуйской области Кыргызстана. Административный центр Джаны-Пахтинского айылного аймака.

## География
Село расположено в северной части области, на расстоянии приблизительно 29 километров (по прямой) к северу от села Сокулук, административного центра района. Абсолютная высота — 582 метров над уровнем моря.

## Население
Согласно оценочным данным Национального статистического комитета Кыргызской Республики, численность населения села на начало 2023 года составляла 4279 человек.
| год     | 2009 | 2014 | 2015 | 2020 | 2021 | 2023 |
| ------- | ---- | ---- | ---- | ---- | ---- | ---- |
| человек | 356  | 3814 | 3585 | 4384 | 4401 | 4279 |